# Siem Reap (rivier)
De Siem Reap-rivier (Steung Siem Reap; Khmer: ស្ទឹងសៀមរាប) is een rivier die door de provincie Siem Reap in het noordwesten van Cambodja stroomt. De Siem Reap-rivier was oorspronkelijk een afvoerkanaal dat tijdens de Angkor-periode werd aangelegd en werd gebruikt om water van de Puok-rivier naar het zuiden af te leiden, waarschijnlijk naar de Oost-Baray. Door de rechte vorm van een kanaal stroomde het water veel sneller dan in een natuurlijke rivier. Dit zorgde ervoor dat de bodem van het kanaal in sommige gebieden tot wel 10 meter erodeerde en veroorzaakte waarschijnlijk problemen met het omleiden van het water naar de Oost-Baray. In de afgelopen duizend jaar heeft het kanaal kleine meanders en een uniek ecosysteem gekregen, waardoor het beter een rivier genoemd kan worden.